# Uwe Freimuth
Uwe Freimuth, né le 10 septembre 1961 à Rathenow (Brandebourg), est un athlète est-allemand. Il détenait avec 8 792 points le record national de l'Allemagne de l'Est du décathlon. Son poids de forme était de 92 kg pour une taille de 1,91 m.
Aux championnats du monde de 1983, il a réalisé 8 433 points (8 469 selon les tables actuelles) et se classait quatrième à seulement 45 points du médaillé de bronze Siegfried Wentz. En 1986, lors des championnats d'Europe, il terminait sixième avec 8 197 points. À Séoul, lors des Jeux olympiques d'été de 1988, il se classait dix-huitième avec 7 860 points.
Uwe Freimuth a été sacré champion de RDA du décathlon en 1984, 1985, 1986 et 1988.
Après sa carrière active, il est devenu entraîneur entre autres de l'équipe nationale de Malaisie. Il travaille maintenant à l'université de Wurtzbourg.
Son frère jumeau Jörg a remporté la médaille d'argent du saut en hauteur aux Jeux olympiques d'été de 1980.

## Palmarès

### Jeux olympiques
- Jeux olympiques d'été de 1988 à Séoul ( Corée du Sud)
  - 18e au décathlon

### Championnats du monde d'athlétisme
- Championnats du monde d'athlétisme de 1983 à Helsinki ( Finlande)
  - 4e au décathlon

### Championnats d'Europe d'athlétisme
- Championnats d'Europe d'athlétisme de 1986 à Stuttgart ( Allemagne de l'Ouest)
  - 6e au décathlon

## Sources
- (de) Cet article est partiellement ou en totalité issu de l’article de Wikipédia en allemand intitulé « Uwe Freimuth » (voir la liste des auteurs).